# Geschichte einer Sünde
Die Verfilmung Geschichte einer Sünde (Dzieje grzechu, 1975) ist ein Leidenschaftsdrama des polnischen Filmregisseurs Walerian Borowczyk.

## Handlung
Zu Beginn des 20. Jahrhunderts in den bürgerlichen Schichten einer polnischen Stadt. Die junge, bei ihren Eltern lebende Ewa entbrennt in besessener Liebe für einen Untermieter, der sich um Scheidung von seiner Frau bemüht.
Als er wieder auszieht, ohne eine Adresse zu hinterlassen, sucht sie entgegen dem scharfen Widerstand ihrer Mutter beharrlich nach ihm, wird fündig, und sie lassen sich unehelich miteinander ein. Nachdem sein Versuch zur Scheidung in Polen fehlschlägt, bricht er nach Rom auf, um seine Sache dort vorzubringen. Die überraschte Ewa muss feststellen, dass sie schwanger ist und versteckt sich auf dem Land, wo sie das Kind gleich nach der Geburt tötet. Sie reist ihm nach. Als sie dort ankommt, ist der Geliebte inzwischen schon nach Paris aufgebrochen. Mittellos und erpressbar, gerät sie in Abhängigkeit von der Gunst verschiedener Männer und lebt an verschiedenen Schauplätzen an der Riviera, in Paris, Wien und Krakau. Sie lässt sich in einen Raubmord einspannen, indem sie einen ihrer Verehrer, einen Grafen, dazu auffordert, mit all seinem Geld zu ihr nach Wien zu kommen, wo ihn ihre Komplizen umbringen. Eine weitere Station wird für sie ein Bordell, ehe ein Philanthrop ihr Arbeit in einem Gewächshaus verschafft. Die Mörder holen sie ein und benützen sie als Köder, um den Untermieter auszurauben. Sie erkennt, dass sein Leben in Gefahr ist, warnt ihn und kommt beim folgenden Schusswechsel selbst ums Leben.

## Hintergrund

### Literarische Vorlage
Dem Film liegt eine Erzählung von Stefan Żeromski zugrunde, die 1908 zunächst als Serie erschienen war. Bei Borowczyks Fassung handelt es sich um die bereits dritte Verfilmung nach 1911 und 1933.

### Darsteller
Hauptdarstellerin Długolecka brauchte für die Besetzung nicht zu proben; sie begegnete dem Regisseur erst am Tag vor Drehbeginn und wurde gleich verpflichtet. Er achtete lediglich darauf, wie sie aussah und sich bewegte. Bezeichnenderweise war er nicht anwesend, als die intensive Geburtsszene gedreht wurde. Długolecka wurde insofern Opfer ihrer darstellerischen Leistung, als sie nach diesem Film auf die Rolle der Ewa festgelegt war und jahrelang keine ansprechenden Rollenangebote mehr erhielt.

## Bedeutung
Mit Borowczyks früherem Film Blanche (1971) hat die Geschichte einer Sünde einiges gemeinsam: Beide sind Dramen in historischer Umgebung, mit einer Frau und mehreren Männern, welche sie leidenschaftlich begehren, aber auch missbrauchen. Doch während die Frau in Blanche ein passives, vollkommen unschuldiges Opfer bleibt, strickt sie in der Geschichte einer Sünde durch rasendes Ausleben ihrer Sehnsucht an ihrem Verhängnis selbst mit. „Der Gegenstand, voller Leidenschaften, Gewalt und extremer melodramatischer Situationen, erlaubt es Borowczyk, wieder das Universum zu erschaffen, das ihn schon immer fasziniert hat – einen Erotizismus, der mit Perversion befleckt ist – und dabei gibt er sich einem subtilen stilistischen Spiel hin.“
Nach Blanche verlegte Borowczyk in den Unmoralischen Geschichten den Schwerpunkt auf kunstvollen Erotizismus, dem er in der Geschichte einer Sünde zugunsten der Gefühle deutlich zurückgenommen hat, ehe sich danach in La Bête (1975) beide die Waage halten und in späteren Filmen die Erotik wieder dominant wird.
Borowczyk lebte seit den späten 1950er Jahren in Frankreich, wo fast alle seine Filme entstanden; die Geschichte einer Sünde ist der einzige in Polen und in seiner Muttersprache gedrehte.

## Kritiken
- Lexikon des internationalen Films: Ein tränenreiches Melodram, exzellent und in ästhetisch erlesenen Bildern inszeniert. Inhaltlich jedoch nicht mehr als ein Illustriertenroman in Luxusverpackung.

## Auszeichnungen
- Nominierung für die Goldene Palme an den Filmfestspielen von Cannes 1975